# Villasenoria
Villasenoria es un género monotípico de plantas herbáceas perteneciente a la familia de las asteráceas. Su única especie: Villasenoria orcuttii, es originaria de México.

## Taxonomía
Villasenoria orcuttii fue descrita por (Greenm.) B.L.Clark y publicado en Sida 18(3): 633. 1999.
Sinonimia
- Senecio orcuttii Greenm.	basónimo
- Telanthophora orcuttii (Greenm.) H.Rob. & Brettell	[3]